# Telèmids
Els telèmids (Telemidae) són una família d'aranyes araneomorfes descrita per L. Fage el 1913. Comprèn 85 espècies descrites, distribuïdes en 10 gèneres.

## Taxonomia
Segons el World Spider Catalog amb data de 14 de gener de 2019, aquesta família té reconeguts 10 gèneres i 85 espècies. El creixement dels darrers anys és considerable, ja que l'any 2006 hi havia reconeguts 7 gèneres i 22 espècies. Hi ha tres gèneres nous: Pinelema –descrit el 2012 per Wang & Li i amb 25 espècies– i dos gèneres monotípics, Kinku –descrit el 2015 per Dupérré & Tapia–, i Guhua, descrit per Song et al el 2017.
Els 10 gèneres són:
- Apneumonella Fage, 1921
- Cangoderces Harington, 1951
- Guhua Zhao & Li, 2017
- Jocquella Baert, 1980
- Kinku Dupérré & Tapia, 2015
- Pinelema Wang & Li, 2012
- Seychellia Saaristo, 1978
- Telema Simon, 1882
- Telemofila Wunderlich, 1995
- Usofila Keyserling, 1891

### Superfamília Leptonetoidea
Els telèmids havien format part de la superfamília dels leptonetoïdeus (Leptonetoidea). Les aranyes, tradicionalment, havien estat classificades en famílies que van ser agrupades en superfamílies. Quan es van aplicar anàlisis més rigorosos, com la cladística, es va fer evident que la major part de les principals agrupacions utilitzades durant el segle XX no eren compatibles amb les noves dades. Actualment, els llistats d'aranyes, com ara el World Spider Catalog, ja ignoren la classificació de superfamílies.